# Resolutie 1417 Veiligheidsraad Verenigde Naties
Resolutie 1417 van de Veiligheidsraad van de Verenigde Naties werd unaniem door de VN-Veiligheidsraad aangenomen op 16 juni 2002.

## Achtergrond
In 1994 braken in de Democratische Republiek Congo etnische onlusten uit die onder meer werden veroorzaakt door de vluchtelingenstroom uit de buurlanden Rwanda en Burundi. In 1997 beëindigden rebellen de lange dictatuur van Mobutu en werd Kabila de nieuwe president. In 1998 escaleerde de burgeroorlog toen andere rebellen Kabila probeerden te verjagen. Zij zagen zich gesteund door Rwanda en Oeganda. Toen hij in 2001 omkwam bij een mislukte staatsgreep werd hij opgevolgd door zijn zoon. Onder buitenlandse druk werd afgesproken verkiezingen te houden die plaatsvonden in 2006 en gewonnen werden door Kabila. Intussen zijn nog steeds rebellen actief in het oosten van Congo en blijft de situatie er gespannen.

## Inhoud

### Waarnemingen
De Veiligheidsraad herinnerde alle landen eraan dat ze geen geweld mochten gebruiken tegen de territoriale integriteit of onafhankelijkheid van een ander land. Ze bevestigde ook de soevereiniteit van de Democratische Republiek Congo over haar natuurlijke rijkdommen en verwachtte het rapport van het panel van experts over de illegale ontginning ervan.

### Handelingen
De Veiligheidsraad verlengde het mandaat van de MONUC-vredesmacht in Oost-Congo tot 30 juni 2003. De lidstaten werden opgeroepen de geautoriseerde 5537 troepen te leveren. De secretaris-generaal beval ook aan het aantal troepen te verhogen.
De Veiligheidsraad veroordeelde verder het geweld dat vanaf 14 mei had plaatsgevonden tegen burgers en soldaten in Kisangani en het aanzetten tot mensenrechtenschendingen door gebruik te maken van etnische verschillen.

## Verwante resoluties
- Resolutie 1376 Veiligheidsraad Verenigde Naties (2001)
- Resolutie 1399 Veiligheidsraad Verenigde Naties
- Resolutie 1445 Veiligheidsraad Verenigde Naties
- Resolutie 1457 Veiligheidsraad Verenigde Naties (2003)

Lijst ·  1387 ·  1388 ·  1389 ·  1390 ·  1391 ·  1392 ·  1393 ·  1394 ·  1395 ·  1396 ·  1397 ·  1398 ·  1399 ·  1400 ·  1401 ·  1402 ·  1403 ·  1404 ·  1405 ·  1406 ·  1407 ·  1408 ·  1409 ·  1410 ·  1411 ·  1412 ·  1413 ·  1414 ·  1415 ·  1416 ·  1417 ·  1418 ·  1419 ·  1420 ·  1421 ·  1422 ·  1423 ·  1424 ·  1425 ·  1426 ·  1427 ·  1428 ·  1429 ·  1430 ·  1431 ·  1432 ·  1433 ·  1434 ·  1435 ·  1436 ·  1437 ·  1438 ·  1439 ·  1440 ·  1441 ·  1442 ·  1443 ·  1444 ·  1445 ·  1446 ·  1447 ·  1448 ·  1449 ·  1450 ·  1451 ·  1452 ·  1453 ·  1454